# Nicolae Ciobanu
Nicolae Ciobanu nebo z cyrilice Nikolaj Čeban (* 30. března 1986) je moldavský zápasník–volnostylař.

## Sportovní kariéra
Připravuje se v policejním tréninkovém centru Dinamo v Kišiněvě pod vedením Nicolae Oriola. Specializuje se na volný styl. V moldavské mužské reprezentaci se pohybuje od roku 2006 ve váze do 96 (97) kg. V roce 2008 se druhým místem na první světové kvalifikaci v Martigny kvalifikoval na olympijské hry v Pekingu, kde prohrál v úvodním kole s Maďarem Gergely Kissem 0:2 na sety.
V roce 2012 se vítězstvím na závěrečné světové olympijské kvalifikaci v Helsinkách kvalifikoval na olympijské hry v Londýně, kde prohrál ve druhém kole s Gruzínem Giorgi Gogšelidzem 0:2 na sety. To že se umí připravit na turnaje olympijské kvalifikace potvrdil napotřetí v roce 2016 v Ulánbátar. Na olympijské hry v Riu však opět formu nevyladil, když prohrál v úvodním kole s reprezentantem Rumunska Albertem Saritovem 2:5 na technické body.

## Výsledky
| Olympijské hry     |    |     | úč. |     |     |     | úč. |     |     |     | úč. |     |    |    |  |  |  |  |  |  |  |
| Mistrovství světa  | —  | úč. |     | úč. | úč. | úč. |     | úč. | úč. | úč. |     | 7.  | 8. | 8. |  |  |  |  |  |  |  |
| Evropské hry       |    |     |     |     |     |     |     |     |     | 8.  |     |     |    | 7. |  |  |  |  |  |  |  |
| Mistrovství Evropy | —  | —   | 8.  | 5.  | 5.  | 3.  | úč. | úč. | 3.  | 8.  | 8.  | úč. | 5. | 5. |  |  |  |  |  |  |  |
| MS juniorů         | 3. |     |     |     |     |     |     |     |     |     |     |     |    |    |  |  |  |  |  |  |  |
| ME juniorů         | 2. |     |     |     |     |     |     |     |     |     |     |     |    |    |  |  |  |  |  |  |  |